# Pi Pavonis
Désignations
Pi Pavonis (en abrégé π Pav) est une étoile binaire de la constellation australe du Paon. Elle est visible à l'œil nu avec une magnitude apparente de 4,33. D'après la mesure de sa parallaxe annuelle par le satellite Gaia, le système est distant d'environ ∼ 134 a.l. (∼ 41,1 pc) de la Terre. Il s'en rapproche à une vitesse radiale héliocentrique de −11 km/s.

## Description

### Pi Pavonis A
La composante primaire, désignée Pi Pavonis A, est une étoile chimiquement particulière dont le spectre montre une surabondance marquée en strontium,. Gray et Garrison (1989) la classent comme une étoile Am géante de type spectral kA4hF0mF2 III. Cette notation complexe indique que la raie K du calcium est celle d'une étoile de type A4, que les raies de l'hydrogène de la série de Balmer sont celles d'une étoile plus froide de type F0, et que les raies métalliques sont celles d'une étoile de type F2. Cependant, Loden et Sundman (1989) considèrent qu'il ne s'agit pas réellement d'une géante, et ils la répertorient comme étant une étoile Ap.
Pi Pavonis A est âgée de 1,4 milliard d'années et elle est 1,8 fois plus massive que le Soleil. Son rayon est 2,8 fois plus grand que le rayon solaire, elle est environ 25 fois plus lumineuse que le Soleil et sa température de surface est de 7 560 K. L'étoile tourne sur elle-même à une vitesse de rotation projetée de 30 km/s.

### Pi Pavonis B
La composante secondaire, Pi Pavonis B, est une naine orange qui ne fait que 76 % la masse du Soleil et 70 % son rayon. Sa température de surface est de 4 710 K et elle est 3,63 magnitudes plus faible que la primaire dans la bande H. Les deux étoiles sont séparées de 39,3 ua et leur période orbitale est estimée à 150 ans.

### Une troisième étoile?
Pi Pavonis présente un changement notable dans le mouvement propre mesuré entre les missions d'Hipparcos et de Gaia, dont les mesures sont séparées d'environ 25 ans. Toutefois, Pi Pavonis B ne peut à elle seule expliquer cette anomalie, ce qui indique qu'il pourrait exister une troisième composante dans le système. Cette étoile serait moins massive que 0,7 M☉ et, n'étant pas détectable par interférométrie, elle devrait être plus proche de l'étoile primaire que ne l'est Pi Pavonis B.